# Słup (Jawor)
Pour les articles homonymes, voir Słup.
Słup est une localité polonaise de la gmina de Męcinka, située dans le powiat de Jawor en voïvodie de Basse-Silésie.